# Hagnicourt
Pour l’article ayant un titre homophone, voir Agnicourt.
Hagnicourt est une commune française située dans le département des Ardennes, en région Grand Est.

## Géographie
Le village d'Hagnicourt est situé dans une région des Ardennes appelée couramment les Crêtes préardennaises. C'est une région vallonnée, intermédiaire entre les plaines de la Champagne et le massif des Ardennes.
Ce village est au centre géographique de ce département des Ardennes.

## Communes limitrophes
| Villers-le-Tourneur | Montigny-sur-Vence |         |
|                     | Hagnicourt         | Mazerny |
| Vaux-Montreuil      | Wignicourt         |         |

### Hydrographie
La commune est traversée par la ligne de partage des eaux entre  les bassins hydrographiques Rhin-Meuse et Seine-Normandie. Elle est drainée par le ruisseau d'Hagnicourt, le ruisseau de Nau Fontaine et le ruisseau de Bougnicourt,.

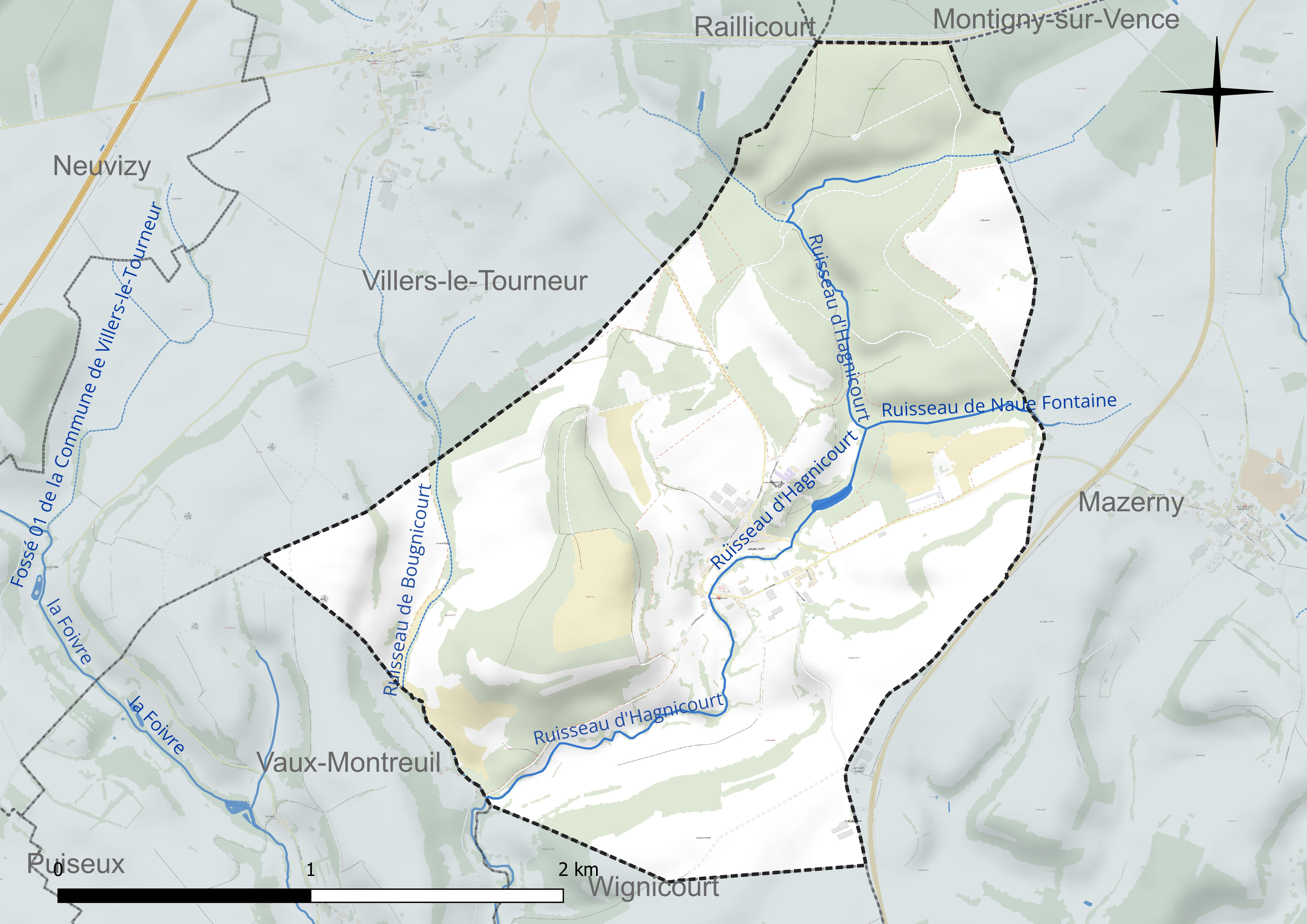
Réseau hydrographique de Hagnicourt.

### Climat
Pour des articles plus généraux, voir Climat du Grand Est et Climat des Ardennes.
En 2010, le climat de la commune est de type climat de montagne, selon une étude du Centre national de la recherche scientifique s'appuyant sur une série de données couvrant la période 1971-2000. En 2020, Météo-France publie une typologie des climats de la France métropolitaine dans laquelle la commune est exposée à un climat océanique altéré et est dans la région climatique Nord-est du bassin Parisien, caractérisée par un ensoleillement médiocre, une pluviométrie moyenne régulièrement répartie au cours de l’année et un hiver froid (3 °C).
Pour la période 1971-2000, la température annuelle moyenne est de 9,7 °C, avec une amplitude thermique annuelle de 15,5 °C. Le cumul annuel moyen de précipitations est de 932 mm, avec 14,2 jours de précipitations en janvier et 9,6 jours en juillet. Pour la période 1991-2020, la température moyenne annuelle observée sur la station météorologique de Météo-France la plus proche, « Launois-sur-Vence_sapc », sur la commune de Launois-sur-Vence à 6 km à vol d'oiseau, est de 10,5 °C et le cumul annuel moyen de précipitations est de 889,5 mm. 
La température maximale relevée sur cette station est de 39,4 °C, atteinte le 25 juillet 2019 ; la température minimale est de −12,8 °C, atteinte le 7 février 2012,,.
Les paramètres climatiques de la commune ont été estimés pour le milieu du siècle (2041-2070) selon différents scénarios d'émission de gaz à effet de serre à partir des nouvelles projections climatiques de référence DRIAS-2020. Ils sont consultables sur un site dédié publié par Météo-France en novembre 2022.

## Urbanisme

### Typologie
Au 1er janvier 2024, Hagnicourt est catégorisée commune rurale à habitat très dispersé, selon la nouvelle grille communale de densité à 7 niveaux définie par l'Insee en 2022.
Elle est située hors unité urbaine. Par ailleurs la commune fait partie de l'aire d'attraction de Charleville-Mézières, dont elle est une commune de la couronne,. Cette aire, qui regroupe 132 communes, est catégorisée dans les aires de 50 000 à moins de 200 000 habitants,.

### Occupation des sols
L'occupation des sols de la commune, telle qu'elle ressort de la base de données européenne d’occupation biophysique des sols Corine Land Cover (CLC), est marquée par l'importance des territoires agricoles (77 % en 2018), une proportion identique à celle de 1990 (77 %). La répartition détaillée en 2018 est la suivante : 
prairies (47 %), forêts (23 %), zones agricoles hétérogènes (16,7 %), terres arables (13,3 %). L'évolution de l’occupation des sols de la commune et de ses infrastructures peut être observée sur les différentes représentations cartographiques du territoire : la carte de Cassini (XVIIIe siècle), la carte d'état-major (1820-1866) et les cartes ou photos aériennes de l'IGN pour la période actuelle (1950 à aujourd'hui).

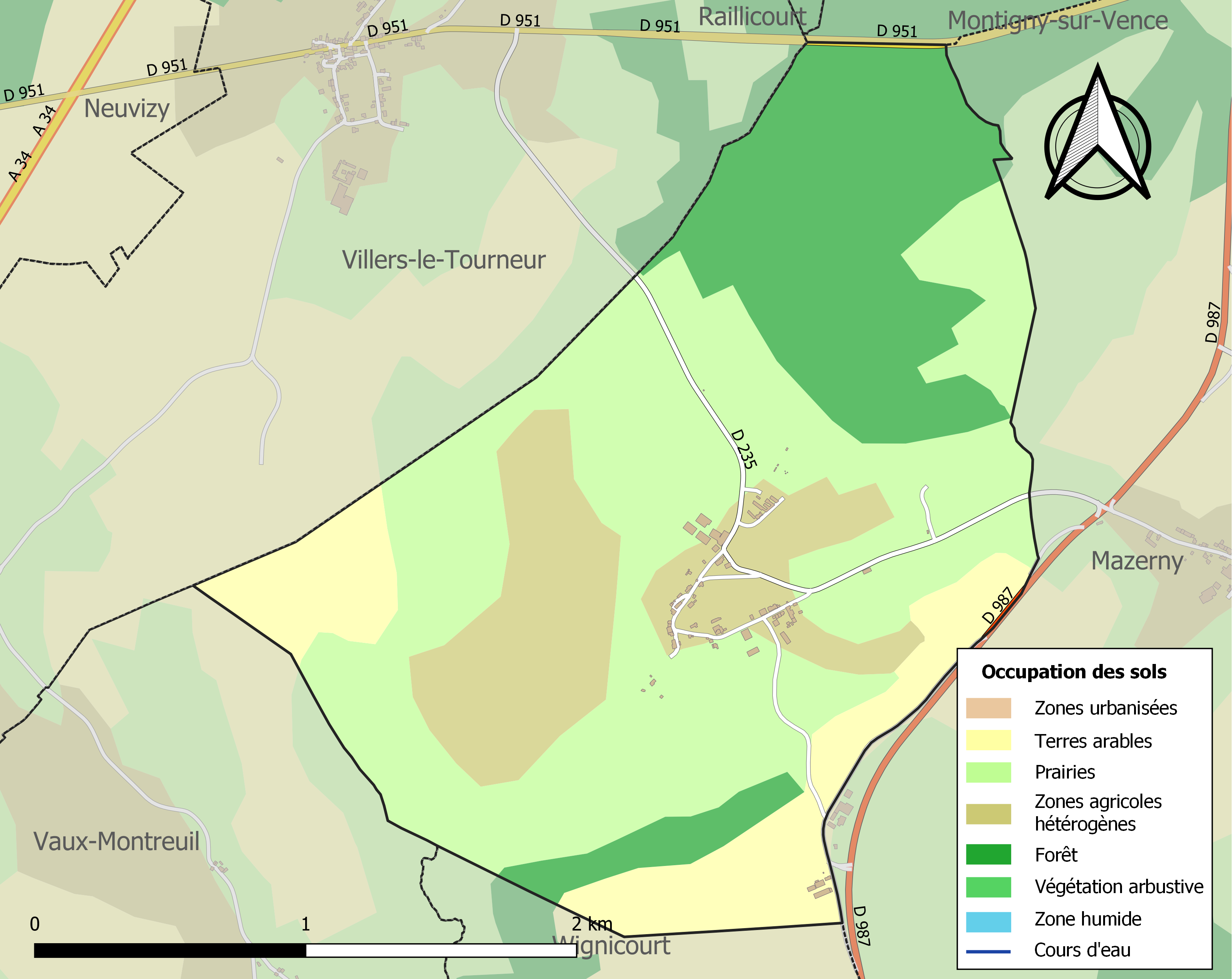
Carte des infrastructures et de l'occupation des sols de la commune en 2018 (CLC).

## Politique et administration
| Période                                  | Période   | Identité        | Étiquette | Qualité     |
| ---------------------------------------- | --------- | --------------- | --------- | ----------- |
| mars 2001                                | mars 2008 | Michel Lebeau   |           |             |
| mars 2008                                | mai 2010  | Bernard Brioux  |           |             |
| juin 2010                                | en cours  | Olivier Lambert |           | Agriculteur |
| Les données manquantes sont à compléter. |           |                 |           |             |

## Démographie
L'évolution du nombre d'habitants est connue à travers les recensements de la population effectués dans la commune depuis 1793. Pour les communes de moins de 10 000 habitants, une enquête de recensement portant sur toute la population est réalisée tous les cinq ans, les populations de référence des années intermédiaires étant quant à elles estimées par interpolation ou extrapolation. Pour la commune, le premier recensement exhaustif entrant dans le cadre du nouveau dispositif a été réalisé en 2005.

En 2022, la commune comptait 68 habitants, en évolution de −13,92 % par rapport à 2016 (Ardennes : −2,97 %, France hors Mayotte : +2,11 %).
| 1793 | 1800 | 1806 | 1821 | 1831 | 1836 | 1841 | 1846 | 1866 |
| ---- | ---- | ---- | ---- | ---- | ---- | ---- | ---- | ---- |
| 161  | 179  | 197  | 161  | 210  | 219  | 223  | 233  | 209  |

| 1872 | 1876 | 1881 | 1886 | 1891 | 1896 | 1901 | 1906 | 1911 |
| ---- | ---- | ---- | ---- | ---- | ---- | ---- | ---- | ---- |
| 185  | 176  | 160  | 178  | 167  | 145  | 140  | 153  | 160  |

| 1921 | 1926 | 1931 | 1936 | 1946 | 1954 | 1962 | 1968 | 1975 |
| ---- | ---- | ---- | ---- | ---- | ---- | ---- | ---- | ---- |
| 111  | 119  | 108  | 124  | 97   | 98   | 85   | 82   | 69   |

| 1982 | 1990 | 1999 | 2005 | 2006 | 2010 | 2015 | 2020 | 2022 |
| ---- | ---- | ---- | ---- | ---- | ---- | ---- | ---- | ---- |
| 72   | 59   | 64   | 59   | 59   | 71   | 78   | 70   | 68   |

## Culture locale et patrimoine

### Lieux et monuments
- Château d'Harzillemont, inscrit au titre des monuments historiques en 1987[19].
- Église Sainte-Claire, classée au titre des monuments historiques en 1911[20].

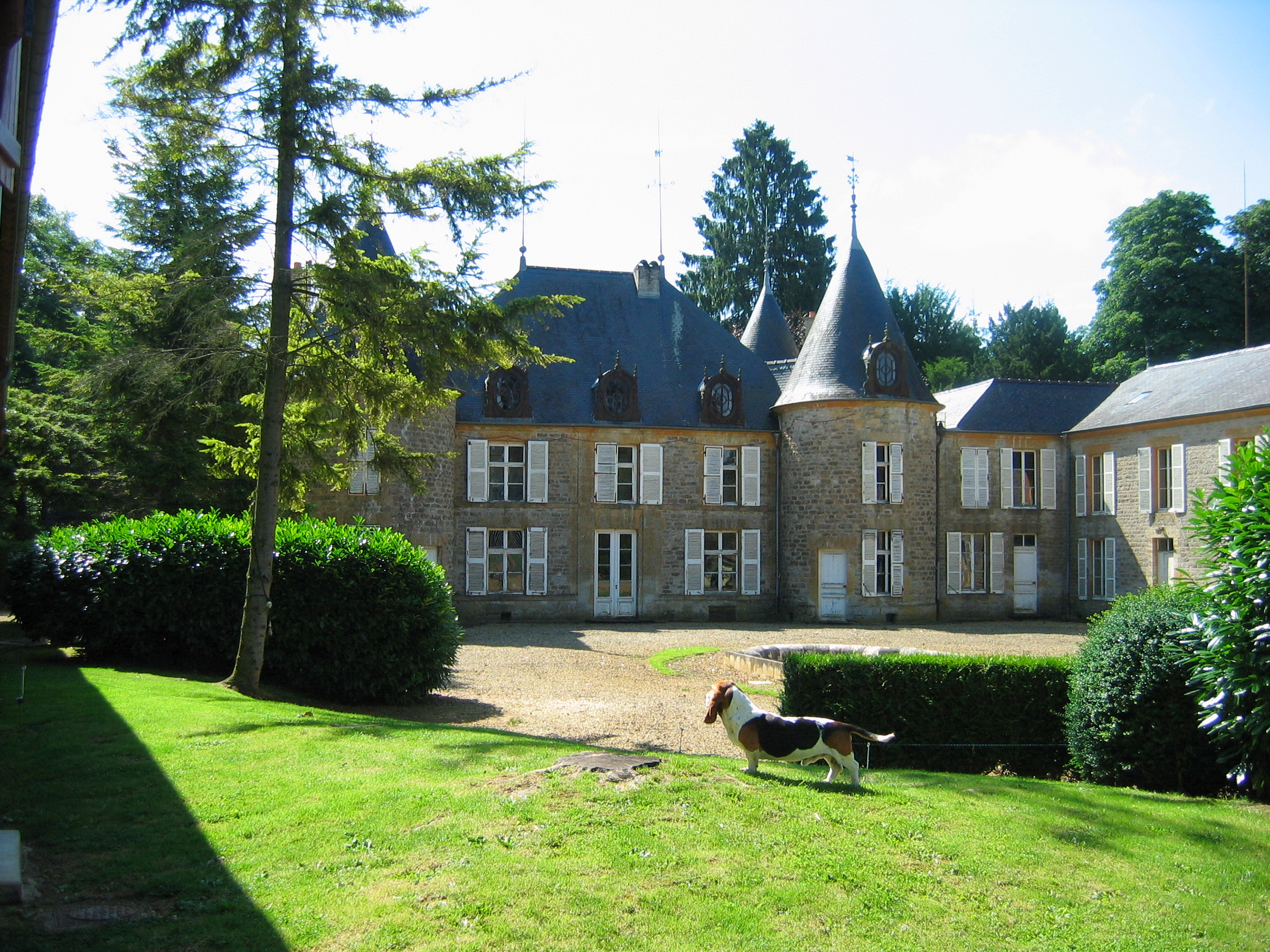
Château d'Harzillemont.
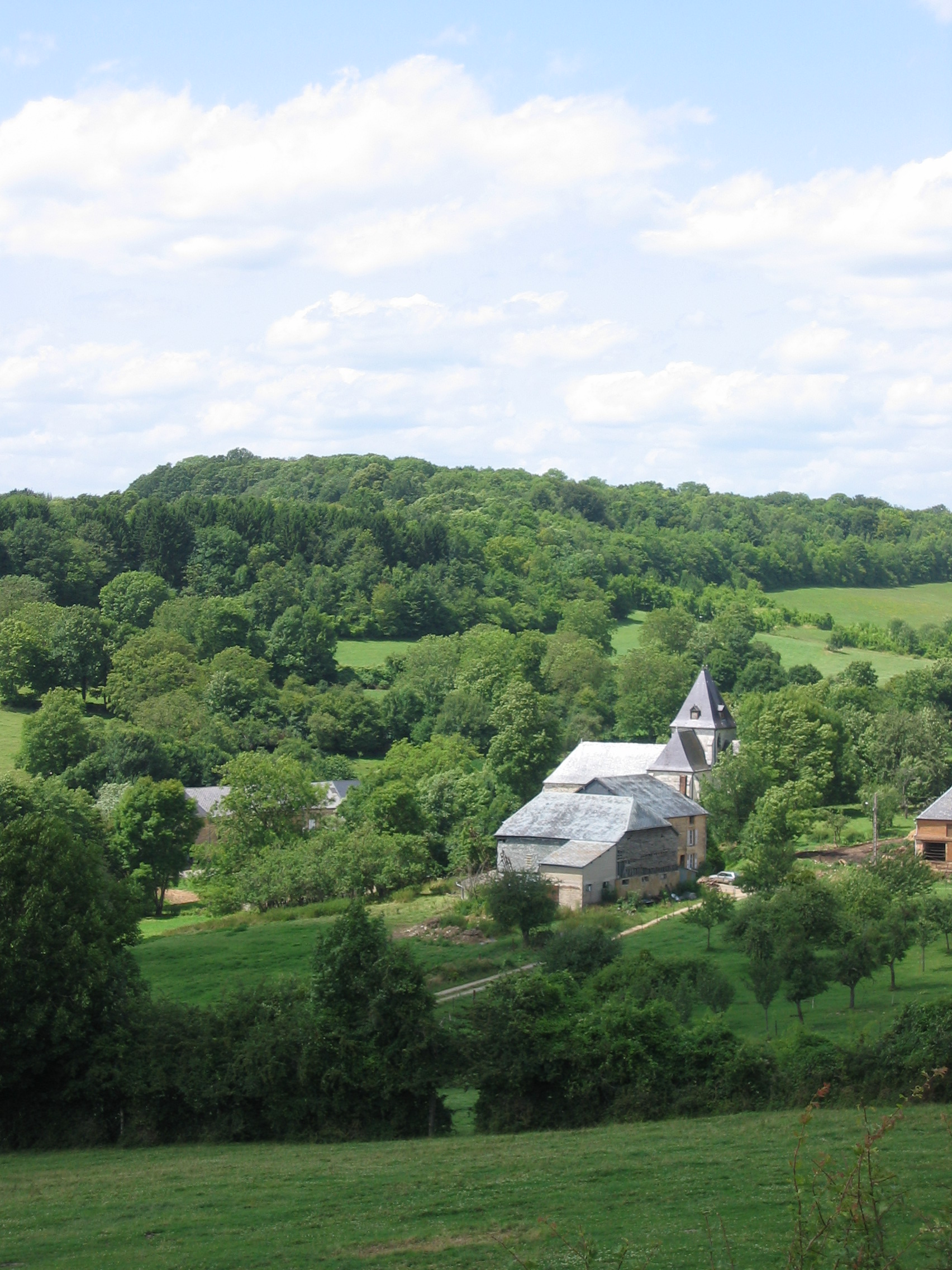
Église Sainte-Claire.

### Personnalités liées à la commune
- Claude Marie de Saint-Quentin (1739-1823), général de brigade de la Révolution française, y est né.
- Charles Louis Joseph de L'Escuyer (1741-1793), général de brigade de la Révolution française en 1793, y est né.

### Héraldique
| Armes de Hagnicourt | Les armes de Hagnicourt se blasonnent ainsi : D’or au sautoir de gueules au chef d’azur chargé d’une molette d’éperon du champ accostée de deux merlettes affrontées du même. |